# Hikaru Sulu

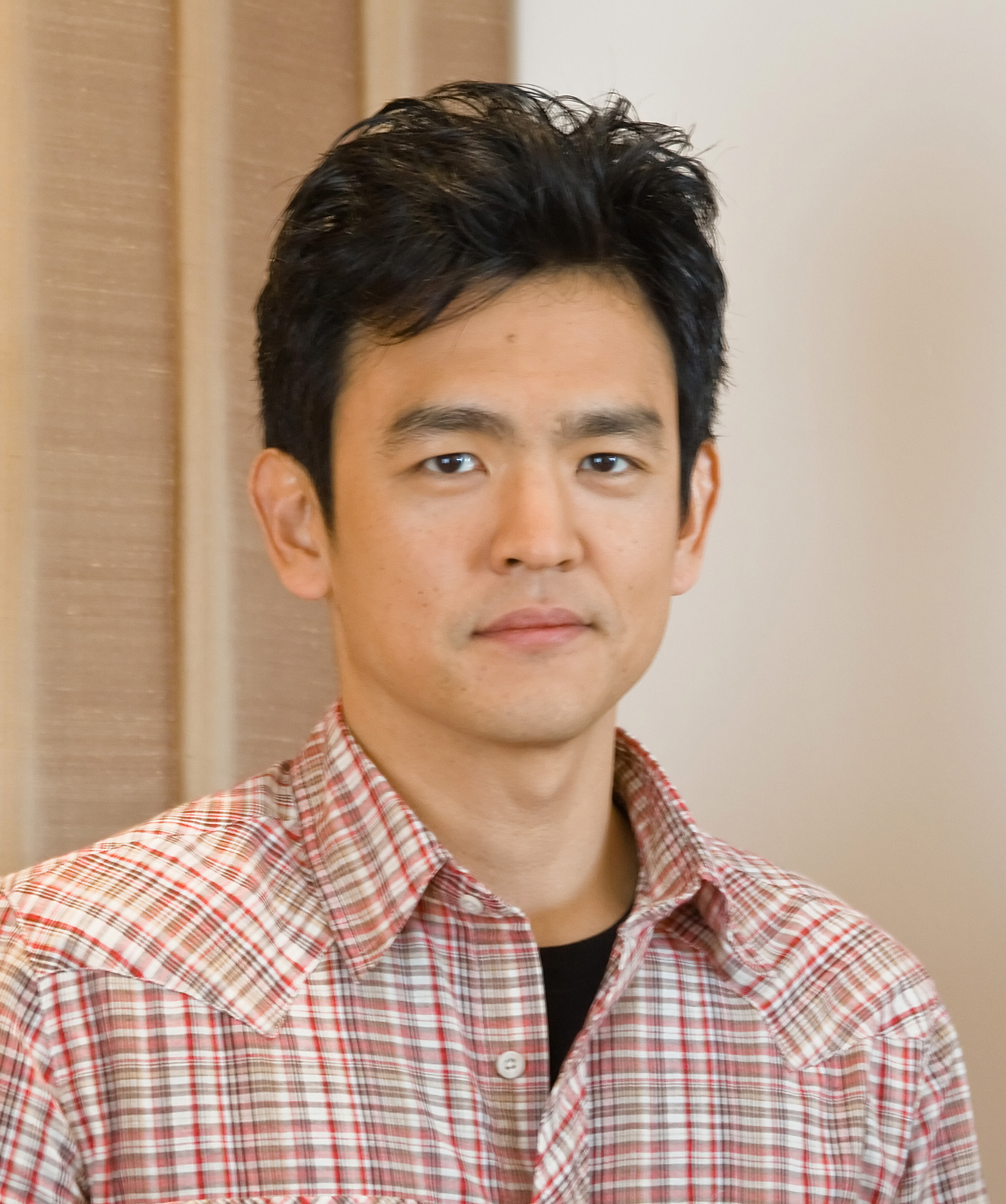
John Cho în 2008

Locotenentul Hikaru Sulu este un personaj fictiv din franciza Star Trek. Prima oară a fost interpretat de George Takei în Star Trek: Seria originală. Sulu apare și în Star Trek: Seria animată, în primele șase filme de lung metraj Star Trek, într-un episod din Star Trek: Voyager și în numeroase cărți, benzi desenate și jocuri video. John Cho a interpretat acest rol în filmele reboot Star Trek.  